# Walter Schuster (Skirennläufer)
Walter Schuster (* 2. Juni 1929 in Lermoos; † 13. Jänner 2018) war ein österreichischer Skirennläufer. Er feierte Ende der 1940er und in den 1950er Jahren zahlreiche Siege bei internationalen Rennen, wurde zweifacher österreichischer Meister und gewann die Bronzemedaille im Riesenslalom bei den Olympischen Winterspielen 1956.

## Biografie
Schuster begann schon früh mit dem Skilauf. Nach Ende des Zweiten Weltkrieges zählte er zu den größten österreichischen Nachwuchstalenten, wurde 1948 Österreichischer Juniorenmeister in der Abfahrt und gewann ein Jahr später diesen Titel im Slalom sowie in der Kombination. 1949 feierte der gelernte Maurer in den Riesenslaloms von Wildschönau und in der Seegrube seine ersten Siege in der Allgemeinen Klasse.
Mit zwei dritten Plätzen im Slalom und in der Kombination sowie dem vierten Platz in der Abfahrt von Lech qualifizierte sich der Tiroler für die Weltmeisterschaften 1950 in Aspen, erlitt jedoch beim letzten Training für die WM-Abfahrt einen Oberschenkelbruch und musste die Saison beenden. Auch im nächsten Winter litt er noch an den Folgen der schweren Verletzung und bestritt keine Rennen, absolvierte aber während seiner Zwangspause die Ausbildung zum staatlich geprüften Skilehrer.
In der Saison 1951/52 kehrte Schuster in den Rennsport zurück und erreichte bereits wieder einige Podestplätze, unter anderem in den Abfahrten von Chamonix und beim Gamperney-Derby in Grabs, im Slalom von Schruns und im Riesenslalom von St. Anton. Im Winter 1952/53 gelang ihm der Aufstieg an die absolute Weltspitze. Er feierte insgesamt elf Siege, darunter der Slalom und der Riesenslalom in Garmisch-Partenkirchen, ein Slalom in Seefeld und der Riesenslalom auf der Zugspitze. Bei den Hahnenkammrennen in Kitzbühel wurde er Zweiter im Slalom und in der Kombination sowie Vierter in der Abfahrt, bei den Arlberg-Kandahar-Rennen in St. Anton belegte er zwei dritte Plätze im Slalom und in der Kombination.
Die nächste Saison begann Schuster mit zwei Siegen in Abfahrt und Kombination von Schruns und er wurde jeweils Zweiter im Lauberhornslalom von Wengen und in der Hahnenkammabfahrt von Kitzbühel. Für die Weltmeisterschaften 1954 in Åre galt er daher als großer Medaillenanwärter, kam im Training jedoch schwer zu Sturz, erlitt einen Rippenbruch und versäumte erneut ein Großereignis. Diesmal war die Verletzung aber weit weniger schwerwiegend als vor vier Jahren und bereits gegen Saisonende gelang dem Tiroler beim Slalom im Vall de Núria sein nächster Sieg.
Mehrere Siege konnte Schuster auch in der Saison 1954/55 feiern. Er gewann die Abfahrt und die Kombination bei den Arlberg-Kandahar-Rennen in Mürren, die Kombination von Chamonix, den Slalom von Zakopane und die Abfahrt von Breuil-Cervinia. Weitere Podestplätze gelangen ihm zum Beispiel in Abfahrt und Kombination der Hahnenkammrennen sowie in den Riesenslaloms der 3-Tre-Rennen. Im Winter 1955/56 gewann der Tiroler nur den Slalom von Seefeld, richtete aber seinen Augenmerk hauptsächlich auf eine Teilnahme beim Saisonhöhepunkt aus. Diesmal blieb er auch vom Verletzungspech verschont und konnte bei den Olympischen Winterspielen 1956 im italienischen Cortina d’Ampezzo erstmals an einem großen Titelkampf teilnehmen. Im Riesenslalom gewann er dabei die Bronzemedaille hinter seinen Landsmännern Toni Sailer und Anderl Molterer, in der Abfahrt fiel er jedoch aus.
Im Winter 1956/57 erreichte Schuster keine Spitzenplätze mehr und er beendete nach der Saison im Alter von 27 Jahren seine aktive Karriere. Dem Skisport blieb er vorerst als Trainer des ÖSV-Damenteams (zusammen mit Christian Pravda) ab Mitte Januar 1958 und später durch seine Tätigkeit als Skilehrer weiterhin erhalten.

## Erfolge

### Olympische Winterspiele
- Cortina d’Ampezzo 1956: 3. Riesenslalom

### Weltmeisterschaften
- Cortina d’Ampezzo 1956 : 3. Riesenslalom

### Österreichische Meisterschaften
- Österreichischer Staatsmeister in der Abfahrt und im Riesenslalom 1953
- Österreichischer Juniorenmeister in der Abfahrt 1948, Slalom und Kombination 1949

### Auszeichnungen
- Rang 2 bei der Mitte Januar 1956 von den österreichischen Sportjournalisten durchgeführten Wahl „Sportler des Jahres 1955“[2]
- Verdienstmedaille des Landes Tirol[3]